# 北アイルランドの地方行政区画
北アイルランドの地方行政区画（きたアイルランドのちほうぎょうせいくかく）は、地方行政の執行を目的に、北アイルランドを11の行政区（ディストリクト）に分割している。北アイルランドでは、行政区の権限はイギリスの他の地域とは異なっており、例えば、教育、道路建設、住宅供給の責任は負っていない（ただし、住宅に関しては、北アイルランド全域における住宅政策に助言を行なう住宅カウンシルに代表を送っている）。行政区の機能には、廃棄物・リサイクル処理、レジャーやコミュニティ活動サービス、建築物の規制、地元の経済や文化の振興などが含まれている。都市計画の権限はないが、計画の内容によっては意見を求められることもある。財産税の一種であるレートの徴収は土地不動産サービス局 (the Land and Property Services agency) によって行なわれている。11の行政区それぞれの行政・議会組織は、「ディストリクト・カウンシル」、「バラ・カウンシル」、「シティ・カウンシル」、「シティ・アンド・ディストリクト・カウンシル」と、様々な名称が付けられている。

## 行政区（ディストリクト）
| #  | ディストリクト                                         | District                             | カウンシル （種別）        | カウンシル所在地                       | 面積 （km2） | 人口 （2015年推定） |
| -- | ------------------------------------------------------ | ------------------------------------ | -------------------------- | -------------------------------------- | ------------ | ------------------- |
| 1  | ベルファスト                                           | Belfast                              | シティ・カウンシル         | ベルファスト                           | 134.1        | 338,907             |
| 2  | アーズ・アンド・ノース・ダウン                         | Ards and North Down                  | バラ・カウンシル           | バンガー                               | 457.3        | 158,797             |
| 3  | アントリム・アンド・ニュータウンアベイ                 | Antrim and Newtownabbey              | バラ・カウンシル           | アントリム、ニュータウンアベイ（交互） | 570.7        | 140,467             |
| 4  | リスバーン・アンド・カースルレー                       | Lisburn and Castlereagh              | シティ・カウンシル         | リスバーン                             | 502.9        | 140,205             |
| 5  | ニューリー・モーン・アンド・ダウン                     | Newry, Mourne and Down               | ディストリクト・カウンシル | ダウンパトリック、ニューリー           | 1,619.1      | 176,369             |
| 6  | アーマー・シティ・バンブリッジ・アンド・クレイガヴォン | Armagh City, Banbridge and Craigavon | ディストリクト・カウンシル | クレイガヴォン                         | 1,346.9      | 207,797             |
| 7  | ミッド・アンド・イースト・アントリム                   | Mid and East Antrim                  | バラ・カウンシル           | バリーミーナ                           | 1,045.7      | 137,145             |
| 8  | コーズウェー・コースト・アンド・グランス               | Causeway Coast and Glens             | バラ・カウンシル           | コールレーン                           | 1,980.0      | 143,148             |
| 9  | ミッド・アルスター                                     | Mid-Ulster                           | ディストリクト・カウンシル | ダンガノン                             | 1,821.3      | 144,002             |
| 10 | デリー・シティ・アンド・ストラバン                     | Derry City and Strabane              | ディストリクト・カウンシル | ロンドンデリー                         | 1,237.4      | 149,473             |
| 11 | ファーマナ・アンド・オマー                             | Fermanagh and Omagh                  | ディストリクト・カウンシル | エニスキレン、オマー                   | 2,846.8      | 115,311             |

## 歴史
26行政区による北アイルランドの地方行政体制が成立したのは、それまでの地方行政（アイルランド）法 (1898年)に代わって、地方行政（境界）法（北アイルランド）(1971年)および地方行政法（北アイルランド）(1972年)が適用された1973年のことである。新しい制度は、1970年6月に発表されたマクロリー報告書 (the Macrory Report) の提案を受けたものであったが、この報告は枢密院北アイルランド執行委員会（北アイルランド政府）が、北アイルランド地方の統治機構として存続することを前提としていた。
1921年から1973年まで、北アイルランドには、6つの行政カウンティ（その中は、都市・農村地区 (urban and rural districts) に分割されていた）と、2つのカウンティ・バラが置かれていた。カウンティとカウンティ・バラは、その後も儀礼的な名誉職である統監や県長官 (Sheriff) の任命の単位としては存続している。現行の制度は農村地区が廃止されており、アイルランド共和国の地方行政区画に準じたものとなっている。（詳細は、en:List of rural and urban districts in Northern Ireland を参照）

### 北アイルランドの県（カウンティ）
| 県名             | 英名        | 県都             | 人口(2011年) | 面積(km2) | 人口密度 |
| ---------------- | ----------- | ---------------- | ------------ | --------- | -------- |
| アントリム県     | Antrim      | アントリム       | 618,108      | 3,046     | 202      |
| アーマー県       | Armagh      | アーマー         | 174,792      | 1,326     | 131      |
| ダウン県         | Down        | ダウンパトリック | 531,665      | 2,448     | 217      |
| ファーマナ県     | Fermanagh   | エニスキレン     | 61,170       | 1,851     | 33       |
| ロンドンデリー県 | Londonderry | コールレーン     | 247,132      | 2,074     | 119      |
| ティロン県       | Tyrone      | オマー           | 177,986      | 3,263     | 54       |

### 2015年以前の行政区（ディストリクト）
| No. | 名称                                   | 英名                       | 行政種類                                   | 行政府所在地         | 人口(2012年) | 面積(km2) | 人口密度 |
| --- | -------------------------------------- | -------------------------- | ------------------------------------------ | -------------------- | ------------ | --------- | -------- |
| 1   | アントリム区                           | Antrim                     | バラ・カウンシル                           | アントリム           | 53,835       | 577       | 93       |
| 2   | アーズ区                               | Ards                       | バラ・カウンシル                           | ニュートナーズ       | 78,550       | 376       | 208      |
| 3   | アーマー区                             | Armagh                     | シティ・アンド・ディストリクト・カウンシル | アーマー             | 60,147       | 671       | 89       |
| 4   | バリーミーナ区                         | Ballymena                  | バラ・カウンシル                           | バリーミーナ         | 64,551       | 632       | 102      |
| 5   | バリーマネー区                         | Ballymoney                 | バラ・カウンシル                           | バリーマネー         | 31,551       | 418       | 75       |
| 6   | バンブリッジ区                         | Banbridge                  | ディストリクト・カウンシル                 | バンブリッジ         | 48,730       | 453       | 107      |
| 7   | ベルファスト区                         | Belfast                    | シティ・カウンシル                         | ベルファスト         | 286,000      | 115       | 2,486    |
| 8   | キャリックファーガス区                 | Carrickfergus              | バラ・カウンシル                           | キャリックファーガス | 39,096       | 82        | 476      |
| 9   | カースルレー区                         | Castlereagh                | バラ・カウンシル                           | カースルレー         | 67,716       | 85        | 796      |
| 10  | コールレーン区                         | Coleraine                  | バラ・カウンシル                           | コールレーン         | 58,993       | 486       | 121      |
| 11  | クックスタウン区                       | Cookstown                  | ディストリクト・カウンシル                 | クックスタウン       | 37,411       | 622       | 60       |
| 12  | クレイガヴォン区                       | Craigavon                  | バラ・カウンシル                           | クレイガヴォン       | 94,597       | 378       | 250      |
| 13  | デリー区                               | Derry                      | シティ・カウンシル                         | ロンドンデリー       | 108,586      | 378       | 287      |
| 14  | ダウン区                               | Down                       | ディストリクト・カウンシル                 | ダウンパトリック     | 70,440       | 647       | 108      |
| 15  | ダンガノン・アンド・サウス・ティロン区 | Dungannon and South Tyrone | バラ・カウンシル                           | ダンガノン           | 58,813       | 784       | 75       |
| 16  | ファーマナ区                           | Fermanagh                  | ディストリクト・カウンシル                 | エニスキレン         | 62,400       | 1,876     | 33       |
| 17  | ラーン区                               | Larne                      | バラ・カウンシル                           | ラーン               | 32,191       | 336       | 95       |
| 18  | リマヴァディ区                         | Limavady                   | バラ・カウンシル                           | リマヴァディ         | 33,761       | 586       | 57       |
| 19  | リスバーン区                           | Lisburn                    | シティ・カウンシル                         | リスバーン           | 121,687      | 447       | 272      |
| 20  | マラフェルト区                         | Magherafelt                | ディストリクト・カウンシル                 | マラフェルト         | 45,450       | 573       | 79       |
| 21  | モイル区                               | Moyle                      | ディストリクト・カウンシル                 | バリーキャッスル     | 17,129       | 480       | 35       |
| 22  | ニューリー・アンド・モーン区           | Newry and Mourne           | ディストリクト・カウンシル                 | ニューリー           | 100,858      | 902       | 111      |
| 23  | ニュータウンアベイ区                   | Newtownabbey               | バラ・カウンシル                           | ニュータウンアベイ   | 85,322       | 151       | 565      |
| 24  | ノース・ダウン区                       | North Down                 | バラ・カウンシル                           | バンガー             | 79,420       | 81        | 980      |
| 25  | オマー区                               | Omagh                      | ディストリクト・カウンシル                 | オマー               | 51,830       | 1,130     | 45       |
| 26  | ストラバン区                           | Strabane                   | ディストリクト・カウンシル                 | ストラバン           | 40,033       | 862       | 46       |

## 選挙
各行政区の議会議員は任期4年で、 単記移譲式投票により選出される。最近では2011年5月に選挙が行なわれており、次回は2015年5月に選挙が行なわれる。市議会議員に立候補するための条件は次の通りである。
- 満18歳以上
- イギリス、アイルランド共和国、イギリス連邦（コモンウェルス）諸国、ないし欧州連合諸国のいずれかの市民権を持つこと。

以上に加え、次のいずれかの要件を満たさなければならない。
- 当該行政区の有権者
- 選挙直前の12か月間ずっと、行政区内の土地を所有ないし占有しているか、当該行政区内で居住ないし就業していた者

2011年5月5日に実施された直近の選挙結果は、以下の通りであった。
| 政党                         | 獲得議席 | 2005年 からの増減 | 第1選好 比率 % | 2005年 からの増減 |
| ---------------------------- | -------- | ----------------- | -------------- | ----------------- |
| 民主統一党 (DUP)             | 175      | -3                | 27.2%          | -2.4%             |
| シン・フェイン党             | 138      | +9                | 24.8%          | +1.5%             |
| アルスター統一党 (UUP)       | 99       | -16               | 15.2%          | -2.7%             |
| 社会民主労働党 (SDLP)        | 87       | -14               | 15.0%          | -2.4%             |
| 北アイルランド同盟党 (APNI)  | 44       | +14               | 7.4%           | +2.5%             |
| 伝統的ユニオニストの声 (TUV) | 6        | +6                | 2.0%           | +2.0%             |
| 北アイルランド緑の党         | 3        | —                 | 1.0%           | +0.1%             |
| 進歩統一党 (PUP)             | 2        | —                 | 0.6%           | -0.1%             |
| イギリス独立党 (UKIP)        | 1        | +1                | 0.4%           | +0.4%             |
| その他の政党                 | 0        | -3                | 1.3%           | -0.1%             |
| 無所属                       | 27       | +6                | 5.1%           | +1.6%             |
| 合計                         | 582      |                   |                |                   |

## 行政区の結合
行政区は、様々な目的によって数区をまとめて結合させることがある。

### 教育と図書館
現在、北アイルランドには、5つの「教育・図書館委員会 (education and library boards, ELBs)」がある。
行政改革の一環として、この委員会の図書館に関する機能は、新たに設置された「北アイルランド図書館庁 (Northern Ireland Library Authority, Libraries NI)」へ、2009年4月に移譲された。
教育、職能関係の機能は、単一の組織である「教育・職能庁 (Education and Skills Authority)」へ2010年1月に集約される予定であったが、その実施は延期されている。
委員会の名称と所属する行政区は次の通りである。
|    | 委員会の名称           | 所属する行政区 |
| -- | ---------------------- | --- |
| 1. | ベルファスト (Belfast) | ベルファスト区 |
| 2. | 北東 (North Eastern)   | アントリム区、 バリーミーナ区、バリーマネー区、キャリックファーガス区、コールレーン区、ラーン区、マラフェルト区、モイル区、ニュータウンアベイ区 |
| 3. | 南東部 (South Eastern) | アーズ区、キャッスルレー区、ダウン区、リスバーン区、ノース・ダウン区                                                                            |
| 4. | 南部部 (Southern)      | アーマー区、 バンブリッジ区、クックスタウン区、クレイガヴォン区、ダンガノン・アンド・サウス・ティロン区、ニューリー・アンド・モーン区           |
| 5. | 西部 (Western)         | デリー区、ファーマナ区、リマヴァディ区、オマー区、ストラバン区                                                                                  |

### 健康・社会福祉
北アイルランドには、以前は4つの「健康・社会サービス委員会 (health and social services boards)」があったが、2009年4月に単一の「健康・社会福祉委員会 (Health and Social Care Board)」に統合された。
かつての委員会の名称と所属していた行政区は次の通りである。
|    | 委員会の名称    | 所属する行政区 |
| -- | --------------- | --- |
| 1. | 東部 (Eastern)  | アーズ区、ベルファスト区、キャッスルレー区、ダウン区、リスバーン区、ノース・ダウン区                                                                             |
| 2. | 北部 (Northern) | アントリム区、バリーミーナ区、バリーマネー区、キャリックファーガス区、コールレーン区、クックスタウン区、ラーン区、マラフェルト区、モイル区、ニュータウンアベイ区 |
| 3. | 南部 (Southern) | アーマー区、バンブリッジ区、クレイガヴォン区、ダンガノン・アンド・サウス・ティロン区、ニューリー・アンド・モーン区                                               |
| 4. | 西部 (Western)  | デリー区、ファーマナ区、リマヴァディ区、オマー区、ストラバン区                                                                                                   |

### ユーロスタット地域統計分類単位レベル3
欧州連合 (EU) によるユーロスタット地域統計分類単位 (Eurostat NUTS) において、北アイルランドはレベル3 (NUTS 3) で 5つに区分されている。
|       | 区分名                           | 所属する行政区 |  |
| ----- | -------------------------------- | --- |  |
| UKN01 | ベルファスト (Belfast)           | ベルファスト区 |  |
| UKN02 | ベルファスト郊外 (Outer Belfast) | キャリックファーガス区、キャッスルレー区、リスバーン区、ニュータウンアベイ区、ノース・ダウン区                                             |  |
| UKN03 | 東部 (East)                      | アントリム区、アーズ区、バリーミーナ区、バンブリッジ区、クレイガヴォン区、ダウン区、ラーン区                                               |  |
| UKN04 | 北部 (North)                     | バリーマネー区、コールレーン区、デリー区、リマヴァディ区、モイル区、ストラバン区                                                           |  |
| UKN05 | 西部および南部 (West and South)  | アーマー区、クックスタウン区、ダンガノン・アンド・サウス・ティロン区、ファーマナ区、マラフェルト区、ニューリー・アンド・モーン区、オマー区 |  |

## 制度改革の提案
2002年6月、北アイルランド政府は、公共サービスの説明責任、改善、手続き、提供方法などを検討する行政点検を行なった。その結果、提言された内容には、行政区の統合による数の削減が含まれていた。2005年、北アイルランド大臣 ピーター・ヘインは、行政区を7区に削減する提案を表明した。新設される7行政区の境界と名称は2007年3月に公表された。2008年3月、再建された北アイルランド政府は、当初案の7区ではなく、11区を新設する案に合意した。この新区に基づいた最初の選挙は、2011年5月に実施される予定であった。ところが、2010年5月に北アイルランド政府内に境界をめぐる意見の対立が生じ、この改革は2015年まで棚上げとなった。2010年6月、提案されていた改革案は、北アイルランド政府内における合意形成の不調を理由に取り下げられた。しかし、2012年3月12日に発表された北アイルランド政府の統治計画には、行政区の数を11区まで削減することに取り組みことが改めて盛り込まれた。